# Puchar Narodów Afryki 2017 (kwalifikacje)/Grupa H
W grupie H eliminacji Pucharu Narodów Afryki 2017 grają:
- Ghana
- Mozambik
- Rwanda
- Mauritius

## Tabela
| Msc. | Zespół    | M | W | R | P | Br+ | Br- | +/- | Pkt |
| ---- | --------- | - | - | - | - | --- | --- | --- | --- |
| 1    | Ghana     | 6 | 4 | 2 | 0 | 14  | 3   | +11 | 14  |
| 2    | Rwanda    | 6 | 2 | 1 | 3 | 9   | 6   | +3  | 7   |
| 3    | Mozambik  | 6 | 2 | 1 | 3 | 5   | 7   | -2  | 7   |
| 4    | Mauritius | 6 | 2 | 0 | 4 | 3   | 15  | -12 | 6   |

## Wyniki
| 14 czerwca 2015 15:00 CET | Mozambik | 0:1(0:1)Raport | Rwanda · 2' Sugira | Estádio do Zimpeto, Maputo Sędzia: Jean-Jacques Ndala Ngambo |
|                           |          |                |                    |                                                              |

| 14 czerwca 2015 17:30 CET | Ghana · Atsu 11' · J. Ayew 17', 38' · Gyan 23', 30' · Schlupp 66' · Accam 90+2' | 7:1(5:1)Raport | Mauritius · 32' Sophie | Ohene Djan Sports Stadium, Akra Sędzia: Fidel Gomes |
|                           |                                                                                 |                |                        |                                                     |

| 5 września 2015 15:30 CET | Rwanda | 0:1(0:0)Raport | Ghana · 88' Wakaso | Stade Amahoro, Kigali Sędzia: Hagi Yabarow Wiish |
|                           |        |                |                    |                                                  |

| 6 września 2015 13:00 CET | Mauritius · Pithia 47' | 1:0(0:0)Raport | Mozambik | Stade George V, Curepipe Sędzia: Djamal Aden Abdi |
|                           |                        |                |          |                                                   |

| 24 marca 2016 16:30 CET | Ghana · Acheampong 4' · Boye 56' · A. Ayew 58' | 3:1(1:0)Raport | Mozambik · 67' Manjate | Ohene Djan Sports Stadium, Akra Sędzia: Bouchaib El Ahrach |
|                         |                                                |                |                        |                                                            |

| 26 marca 2016 12:00 CET | Mauritius · Rasoloforinina 58' | 1:0(0:0)Raport | Rwanda | Belle Vue Aces Stadium Bellevue Sędzia: Lazard Tsiba Kamba |
|                         |                                |                |        |                                                            |

| 27 marca 2016 15:00 CET | Mozambik | 0:0(0:0)Raport | Ghana | Estádio do Zimpeto, Maputo Sędzia: Denis Batte |
|                         |          |                |       |                                                |

| 29 marca 2016 15:30 CET | Rwanda · Nshuti 12' · Sugira 30', 31' · Omborenga 72' · Mugiraneza 90' | 5:0(3:0) | Mauritius | Stade Amahoro, Kigali Sędzia: Jackson Pavaza |
|                         |                                                                        |          |           |                                              |

| 4 czerwca 2016 15:30 CET | Rwanda · Tuyisenge 37', 79' | 2:3(1:2)Raport | Mozambik · 10', 80' Domingues · 45+1' Manjate | Stade Amahoro, Kigali Sędzia: Joshua Bondo |
|                          |                             |                |                                               |                                            |

| 5 czerwca 2016 13:00 CET | Mauritius | 0:2(0:0)Raport | Ghana · 70' A. Ayew · 74' Atsu | Stade Anjalay, Belle Vue Maurel Sędzia: Bamlak Tessema Weyesa |
|                          |           |                |                                |                                                               |

| 3 września 2016 17:30 CET | Ghana · Tetteh 24' | 1:1(1:0)Raport | Rwanda · 83' Hakizimana | Ohene Djan Sports Stadium, Akra Sędzia: Antoine Max Depadoux Effa Essouma |
|                           |                    |                |                         |                                                                           |

| 3 września 2016 19:30 CET | Mozambik · Manjate 90' | 1:0(0:0)Raport | Mauritius | Estádio do Zimpeto, Maputo Sędzia: El Fadil Mohamed Hussein |
|                           |                        |                |           |                                                             |